# 임상진료지침

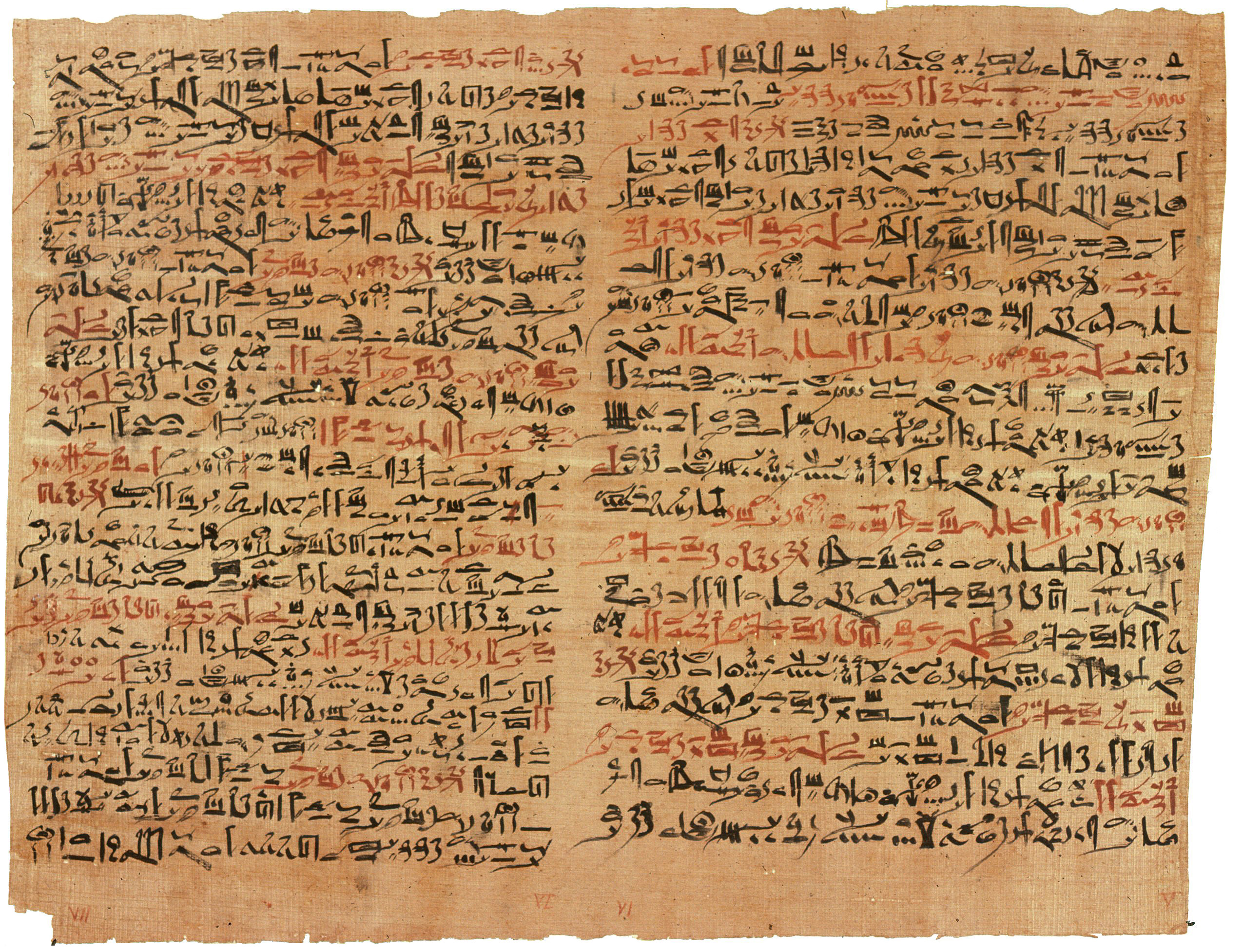
최초의 임상진료지침 중 하나인 에드윈 스미스 파피루스의 6, 7쪽 (대략 기원전 17세기)

임상진료지침(clinical practice guideline, medical guideline, clinical guideline) 또는 표준임상진료지침, 표준진료지침(standard treatment guideline), 진료지침, 진료 가이드라인, 임상 가이드라인은 의료의 특정 분야에서 진단, 관리, 치료에 관한 결정과 기준을 안내하기 위한 문서이다. 진료지침은 수천 년의 의학사 동안 사용되어 왔다. 그러나 전통과 권위에 의존하던 이전의 접근법과 다르게, 현대의 진료지침은 근거중심의학의 패러다임 하에서 현재 있는 근거들을 바탕으로 수립된다. 일반적으로 의료에서 최고의 사례들을 요약한 합의 사항이 들어가 있다. 의료계 종사자는 자신의 직업에 대한 지침을 알아야 할 의무가 있으며 개별 치료에 대한 지침의 권고 사항을 따를 것인지 여부를 결정해야 한다.